# Roman Gomola
Roman Gomola (* 8. prosince 1973 Trenčín) je bývalý český bobista. Ve dvojbobu jezdil s Ivem Danilevičem.
Startoval na ZOH 2002 a 2006, ve dvojbobech byl na obou hrách s Danilevičem shodně šestnáctý. V Turíně 2006 se zúčastnil i závodu čtyřbobů, zde česká posádka skončila čtrnáctá. Na světových šampionátech byl ve dvojbobu nejlépe devátý na MS 2007. Vyhrál Mistrovství Evropy 2007 ve dvojbobu s Ivem Danilevičem.
Po skončení závodní kariéry se jako kondiční trenér věnuje se věnuje přípravě dalších sportovců, jako jsou Pavel Maslák, Zuzana Hejnová, Štěpánka Hilgertová, Ondřej Pála a další.